# The Little Girl Who Lives Down the Lane
The Little Girl Who Lives Down the Lane (La muchacha del sendero en España y La niña del caserón solitario en México) es una coproducción franco-canadiense de 1976 dirigida por Nicolas Gessner. El guion, escrito por Laird Koenig, está basado en su obra homónima publicada en 1974.

## Intérpretes
| Actor        | Personaje          |
| ------------ | ------------------ |
| Jodie Foster | Rynn Jacobs        |
| Martin Sheen | Frank Hallet       |
| Alexis Smith | Mrs. Hallet        |
| Mort Shuman  | Oficial Miglioriti |
| Scott Jacoby | Mario              |

## Argumento
Rynn Jacobs (Jodie Foster) es una joven que vive sola en una casa apartada, aunque engaña a todo el mundo haciendo ver que su padre vive también allí.
La noche de Halloween, mientras está celebrando en soledad su decimotercer aniversario, recibe inesperadamente la visita de Frank Hallet (Martin Sheen), un joven padre de familia que enseguida siente una fuerte atracción física por la chica. Solo la creencia de que el padre de ella está arriba en su estudio trabajando —es poeta— hace que Frank no progrese en su intento de abuso.
Otro día, también acude a la casa Mrs. Hallet (Alexis Smith), madre de Frank y, a la vez, propietaria del caserón donde vive Rynn. Mrs. Hallet insiste en ver al padre de Rynn para hablar con él, pero la muchacha le informa de que su padre está ausente por motivos laborales. Cuando Mrs. Hallet expresa su voluntad de bajar al sótano para coger unos tarros que hay allí y que necesita para elaborar confitura Rynn se lo impide de manera sospechosa y la invita con dureza a marchar de la casa. La animadversión entre ambas es notoria, y Mrs. Hallet, mientras abandona la casa amenaza a la joven con denunciarla ante el consejo escolar por su irregular situación educativa.
Para informarse de ello, Rynn baja al pueblo y conoce entonces a Miglioriti (Mort Shuman), un oficial de policía del pueblo quien la acompaña hasta casa haciéndole numerosas preguntas durante el trayecto.
La enemistad entre Mrs, Hallet y Rynn conducirá a la joven a una situación bastante comprometida, pero ya no estará sola, pues conocerá a Mario (Scott Jacoby), un joven un poco mayor que ella, sobrino del agente Miglioriti, quien llegará a ser su amigo, confidente e incluso cómplice de su secreto.

## Premios y nominaciones
La película recibió cinco nominaciones de los Premios Saturn de 1977, resultando ganadora en dos de ellas:
| Categoría                | Persona                  | Resultado |
| ------------------------ | ------------------------ | --------- |
| Mejor película de terror | Mejor película de terror | Ganadora  |
| Mejor actriz             | Jodie Foster             | Ganadora  |
| Mejor actriz de reparto  | Alexis Smith             | Nominada  |
| Mejor director           | Nicolas Gessner          | Nominada  |
| Mejor guion de cine      | Laird Koenig             | Nominada  |